# Клайн-Беннебек
Клайн-Беннебек (нем. Klein Bennebek) — община в Германии, в земле Шлезвиг-Гольштейн. 
Входит в состав района Шлезвиг-Фленсбург. Подчиняется управлению Кроп.  Население составляет 548 человек (на 31 декабря 2010 года). Занимает площадь 25,63 км².